# Allahu akbar
« Allah akbar » redirige ici. Pour l'épisode de la série télévisée P'tit Quinquin, voir … Allah Akbar !.
Pour l’article homonyme, voir Allahu Akbar (hymne).
« Allahu akbar » ou « Allahou akbar » (en arabe : ٱللَّٰهُ أَكْبَرُ, Allāhu ʾakbar), parfois transcrite « Allah akbar », est une expression arabe, utilisée dans l'islam, qui signifie littéralement « Dieu est plus grand », ou compris absolument, « Dieu est plus grand [que tout] ».

Calligraphie arabe en style thuluth de « Allahu akbar ».

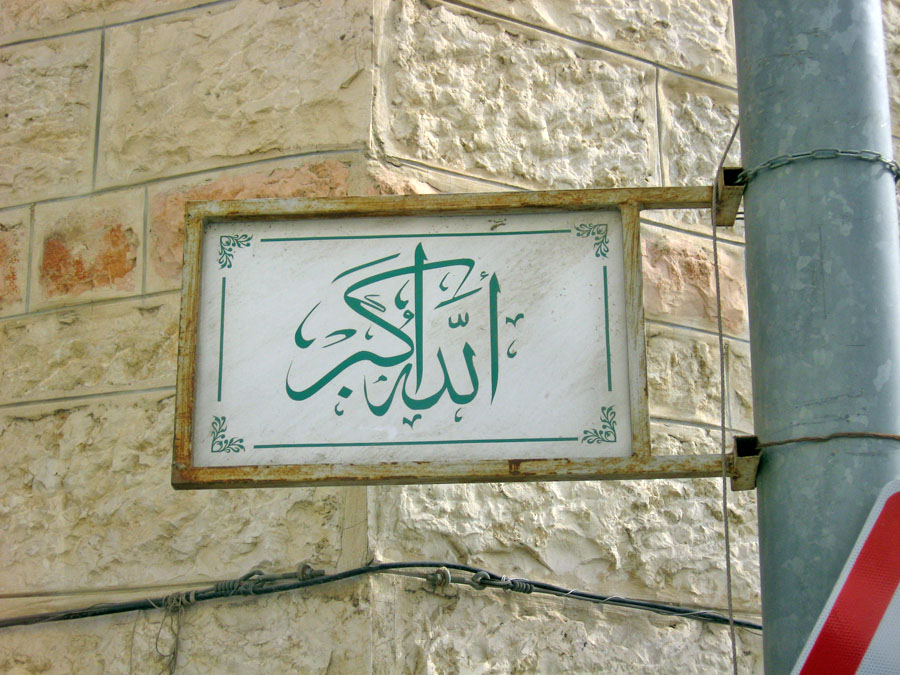
Takbir sur un panneau de, quartier arabe de Jérusalem-Est.

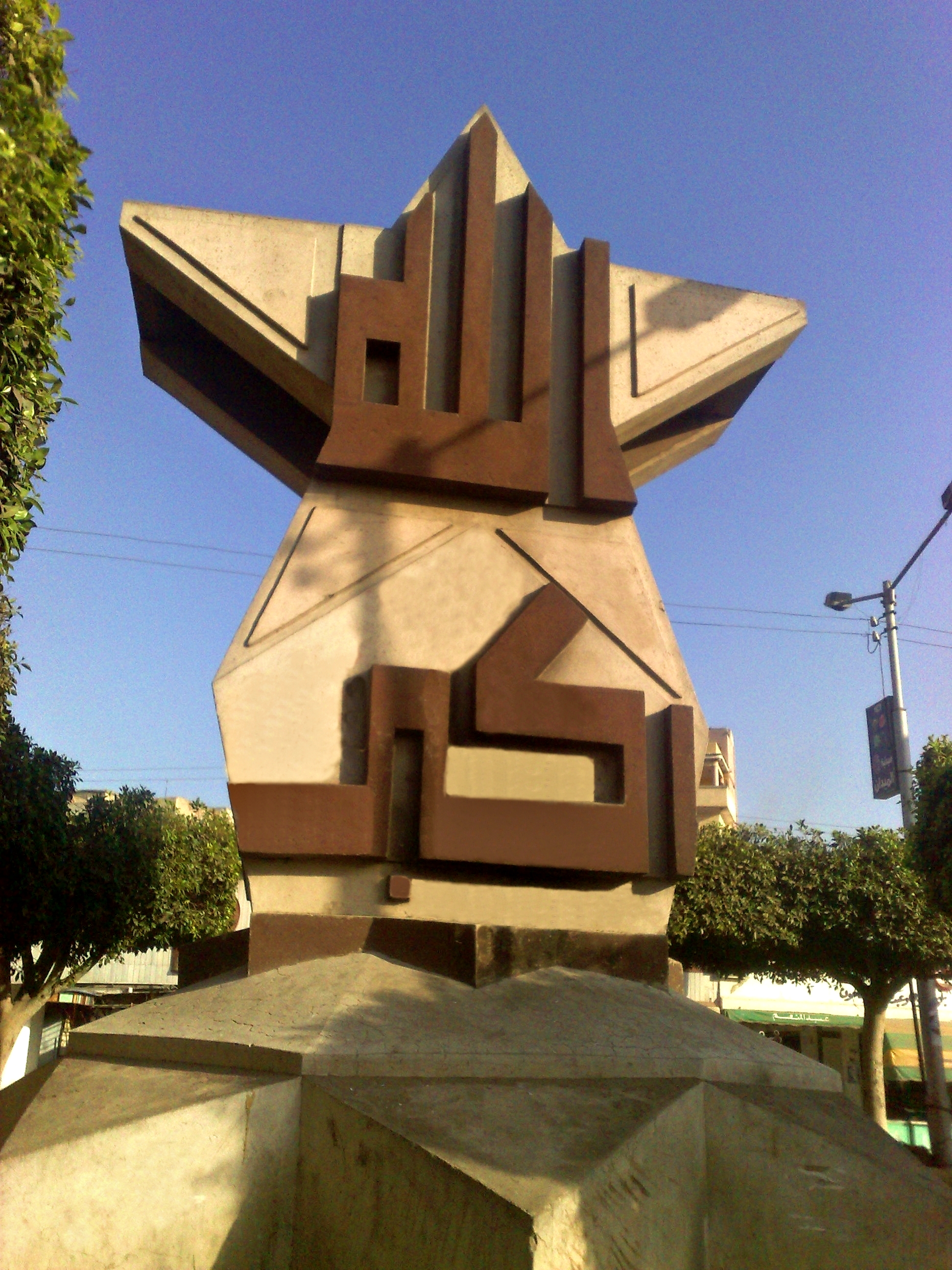
Takbir sur un mémorial à Dessouk, en Égypte.

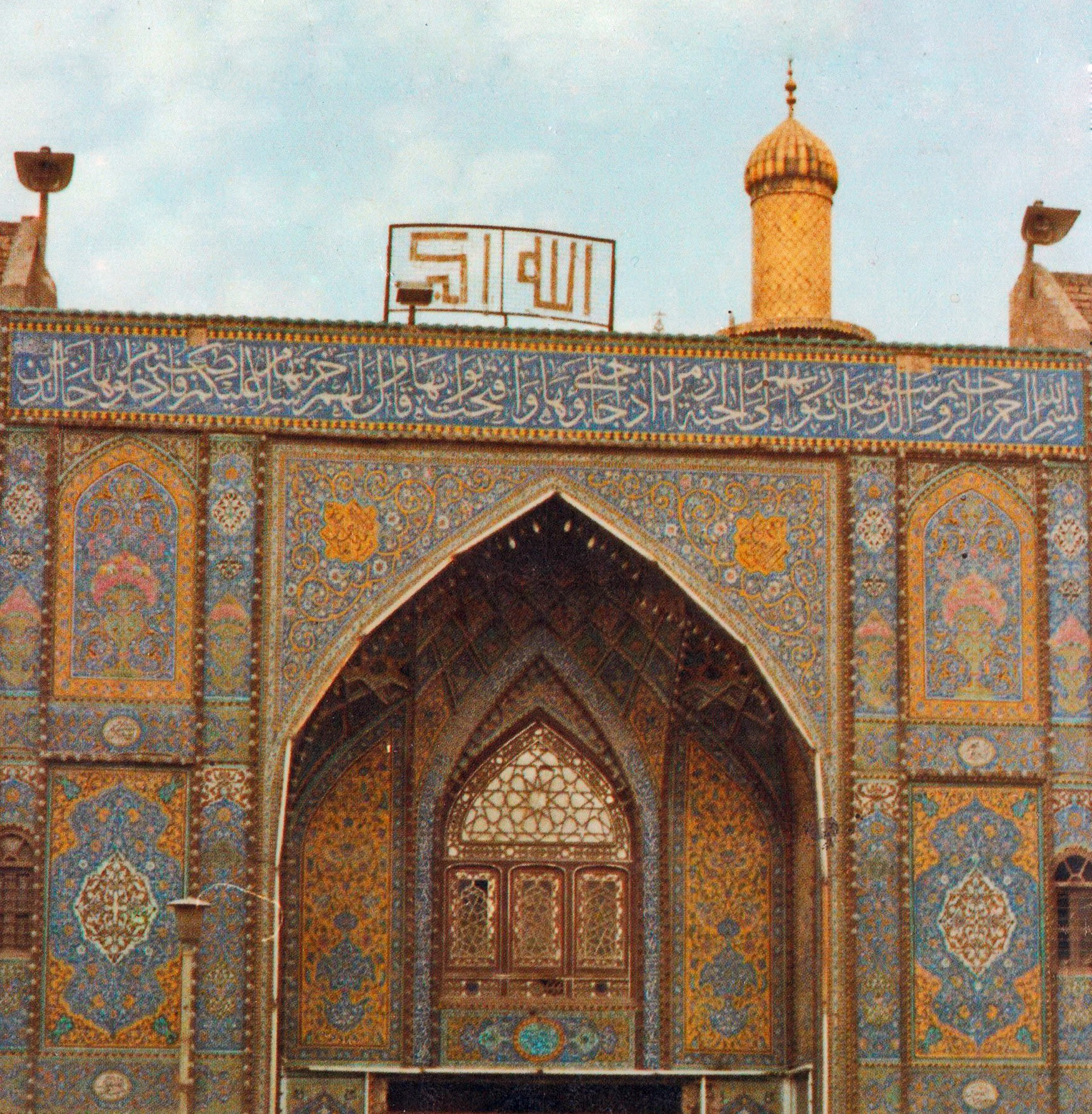
Takbir au-dessus d'un iwan du mausolée de l'imam Ali, à Najaf, en Irak.

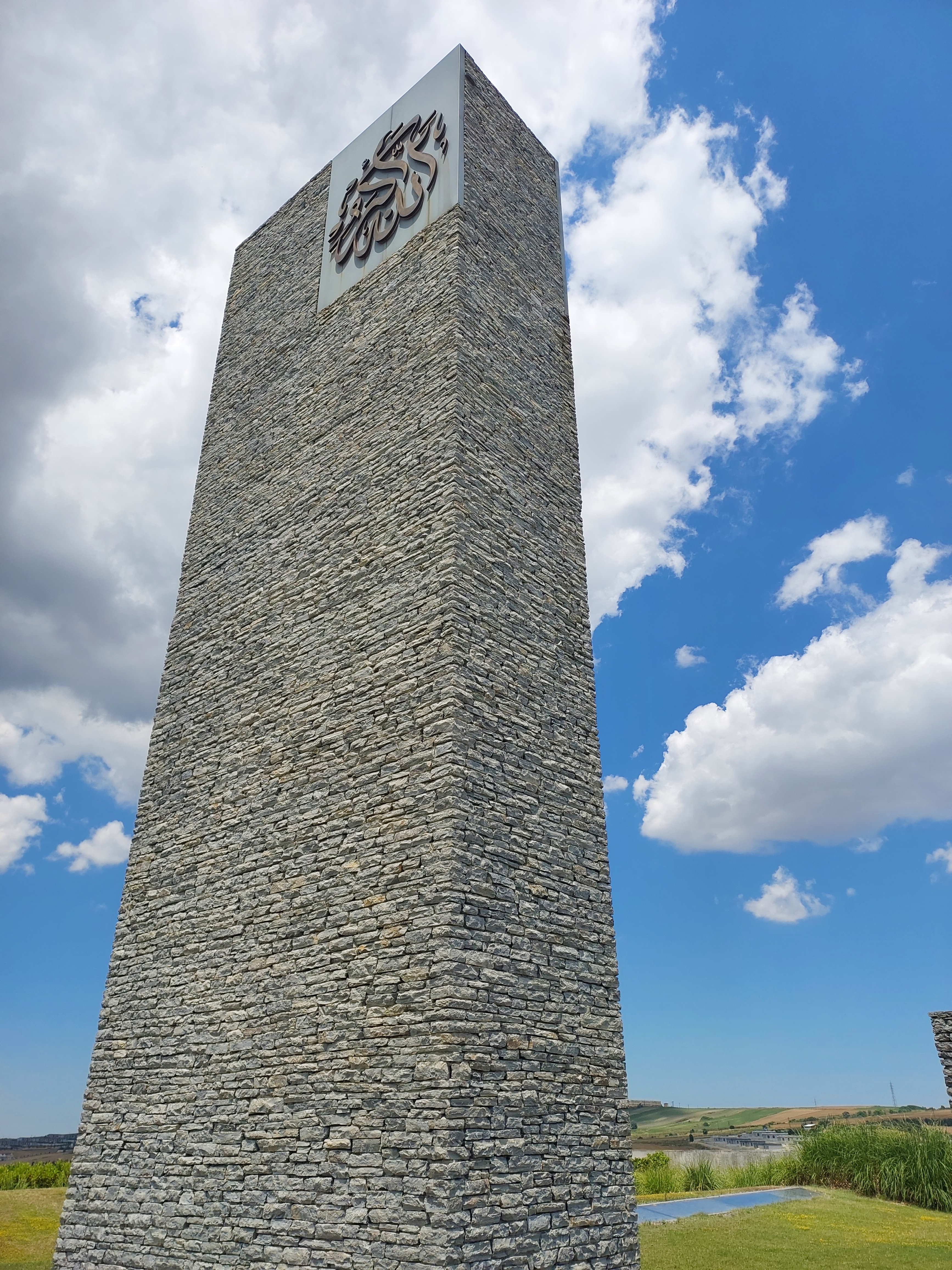
Takbir au sommet du minaret de la à Büyükçekmece, près d'Istanbul en Turquie.

Cette formule s'appelle takbir (en arabe : تَكْبِير, takbīr), masdar (nom verbal) signifiant « magnification », ou encore « amplification », « accroissement », « augmentation » et qui, dans le contexte de la formule « Allahu akbar », prend le sens de « proclamation de la grandeur [de Dieu] ».

## Construction grammaticale
Dans la grammaire arabe, le mot « Allah », comme tous les substantifs, se décline et se prononce donc différemment selon sa fonction dans la phrase (notion de ʼiʻrāb). Ici, « Allah » étant sujet de la phrase « Allah est plus grand », il prend donc la flexion du nominatif, qui se marque par l'ajout de la voyelle brève « u » (prononcée « ou ») à la fin du mot. Il est donc préférable de transcrire l'expression « Allahu akbar » ou « Allahou akbar » (graphies qui correspondent à ce qu'on entend). Dans les textes dits vocalisés (c'est-à-dire qui notent les voyelles brèves), la voyelle se transcrit par le signe ḍammah (ﹹ) sur la dernière lettre du mot.
L'expression est souvent mal traduite par « Dieu est grand », qui se dit en arabe « Allahu kabîr » (ٱللَّٰهُ كَبِير, ʾAllāhu kabīr). Mais ici, akbar est la forme élative de l'adjectif kabîr, adjectif qui peut être traduite par « plus grand » (comparatif) ou « le plus grand » (superlatif) selon le contexte. On obtient donc « Dieu est plus grand », ou « Dieu est plus grand [que tout] », le verbe « être » étant, lui, sous-entendu.
À strictement parler, la forme superlative est toujours définie, « Dieu est le plus grand » correspondrait à اللّٰهُ ٱلأَكْبَرُ , Allāhu ^lakbaru.

## Origine et signification
L'expression en elle-même ne figure pas dans le Coran, mais elle y trouve son origine, dans une expression tirée du verset 111 de la 17e sourate : كَبِّرْهُ تَكْبِيرًا, kabbir-hu takbīran, « proclame sa grandeur » (c'est-à-dire la grandeur de Dieu),. 
Dominique Urvoy relève que pour le croyant qui prononce Allahu akbar, la formule ne signifie pas seulement que Dieu « est le plus grand » mais bien que Lui seul est grand.
Le sens du takbir diffère dans l'islam chiite et dans le sunnisme. Le sunnisme insinue par cette expression « Allah est plus grand que tout » ou simplement « Allah est le plus grand », impliquant une supériorité absolue mais comparative à la Création. Dans le chiisme, la seule traduction acceptable mais incomplète serait « Allah est plus grand », insinuant « Allah est plus Grand que toute description », puisqu'Allah est considéré comme étant indescriptible par l'intellect humain. Le concept d'Allah étant différent dans les deux branches, le sens du takbir qui en découle diffère aussi.

## Utilisations
Le takbir (à savoir l'action de dire « Allahu akbar ») est employé par les musulmans dans de nombreuses circonstances.

### Pratique religieuse
Le takbir est récité à deux reprises lors des appels à la prière (adhan et iqama). Puis, au cours des cinq prières quotidiennes et des prières non obligatoires, il introduit chaque unité de prière (rak'ah) ; dans ce contexte, il est appelé takbirat al-ihram  (en arabe : تَكْبِيرَة ٱلْإِحْرَام, takbīrat al-iḥrām), car il permet à l'orant d'entrer en état de sacralisation (ihram),,,,. Lors de ce takbirat al-ihram, l'orant se tient debout et « lève ses mains jusqu'aux racines des oreilles ou jusqu'à la hauteur des épaules, les doigts entr'ouverts ou fermés, légèrement tournés vers le ciel ». Le takbir est ensuite prononcé presque à chaque changement de position dans la prière, mais les savants musulmans ne s'accordent ni sur le fait que cette répétition soit obligatoire, ni sur la nécessité de lever les mains à chaque fois.

Posture de l'orant lorsqu'il prononce « Allahu akbar » au moment du takbirat al-ihram
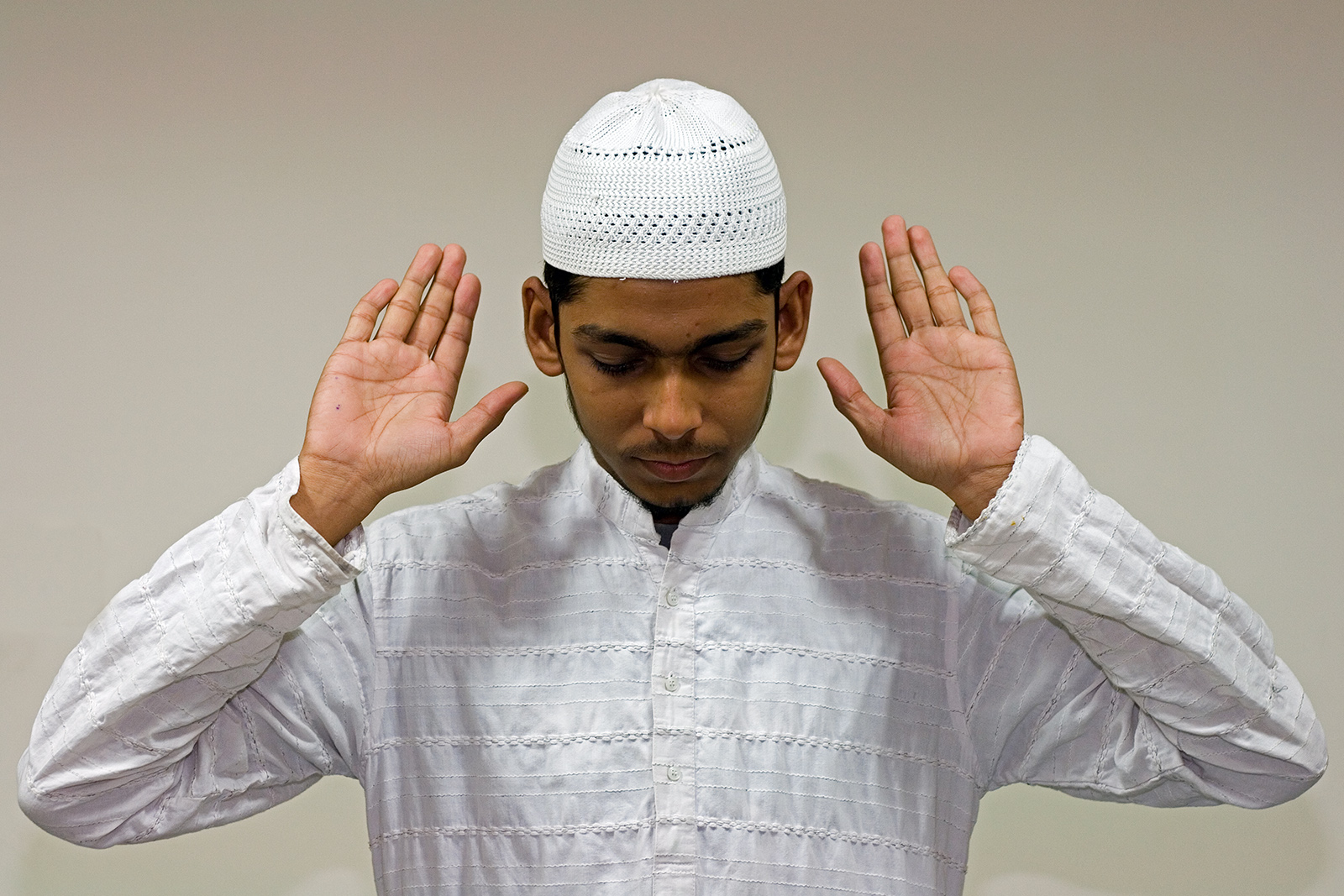
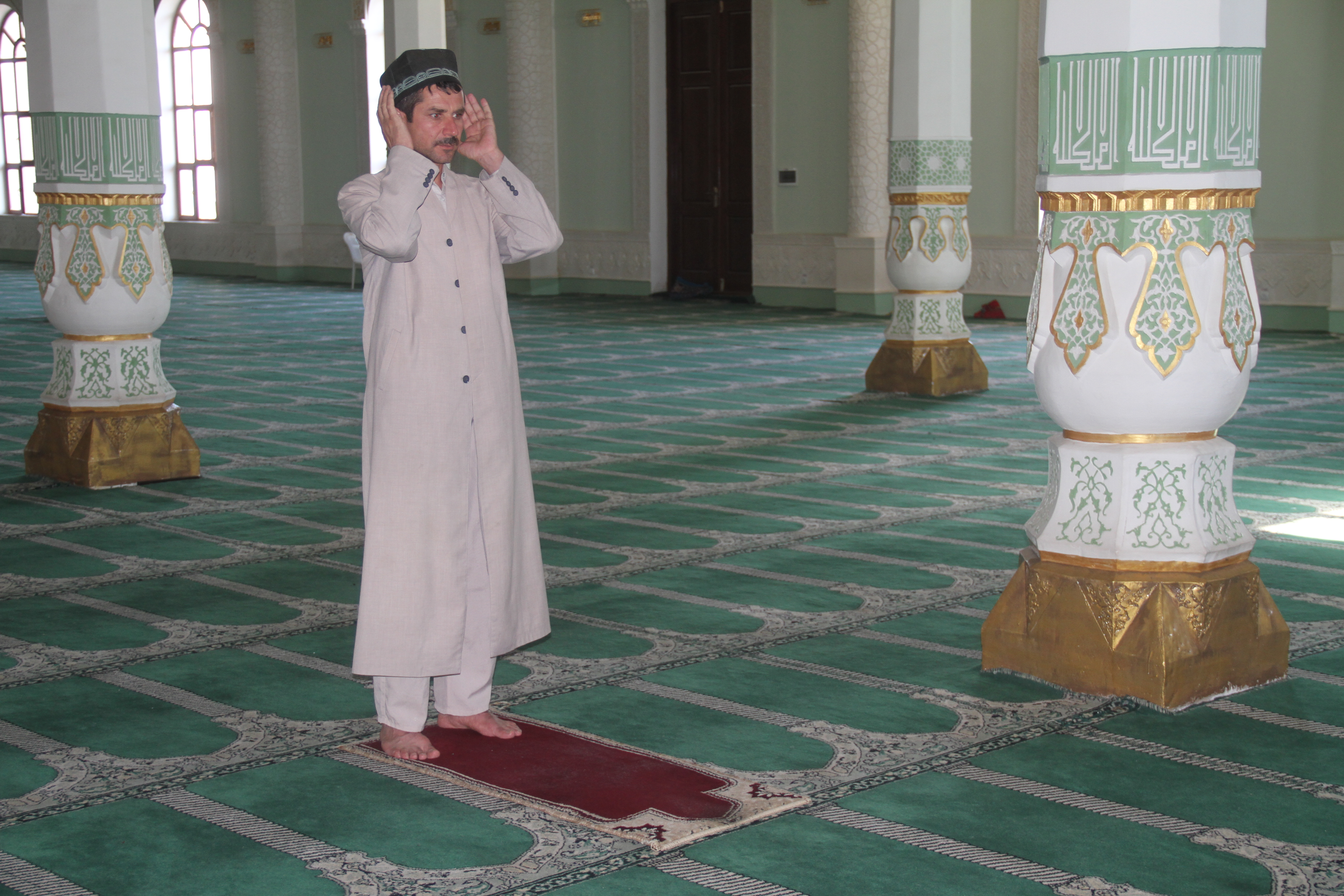

- Posture de l'orant lorsqu'il prononce « Allahu akbar »
 au moment du takbirat al-ihram

### Vie profane
Hors de la sphère sacrée, le takbir peut également exprimer la joie et la louange, ou au contraire l'inquiétude dans les situations de détresse. Elle sert encore à souligner les « miracles » ou la grandeur de Dieu face aux bienfaits tirés de la nature, ainsi que la soumission de tous les hommes aux lois naturelles. Elle a aussi été utilisée dans le cadre de mouvements de contestation sociale et politique, comme pendant la révolution iranienne (1978-1979), le soulèvement du 3 Hoot (en) au début de la guerre d'Afghanistan (1980), le mouvement vert (2009) ou le printemps arabe (2010-2012). Enfin, elle peut également servir de cri de guerre ou de cri de victoire. Selon certains auteurs, elle était déjà un « slogan de guerre » du temps de Mahomet, qui l'aurait lui-même utilisée lors de la bataille de Badr, en 624. Ainsi, comme le note Pierre Lory, la formule est reprise par les musulmans radicaux — partisans d'une imitation stricte du prophète Mahomet, « y compris dans sa dimension de chef de guerre, auteur d'expéditions militaires, de prise d'otages ou d'exécution de prisonniers » — lorsqu'ils commettent des actes de violence, et plus particulièrement des attentats islamistes. 
Des chercheurs de l'université Ferdowsi de Machhad en Iran ont identifié neuf circonstances concrètes dans lesquelles elle peut être utilisée dans les sociétés musulmanes contemporaines : pour manifester une opposition publique, pour exprimer sa colère ou sa haine, pour appeler à la vengeance, pour montrer sa joie et sa gratitude, pour déclarer son approbation et son soutien, pour afficher sa perplexité, pour célébrer une réussite ou un succès, pour stimuler sa propre exaltation et intimider l'ennemi, et enfin pour se redonner le moral à soi-même et à ses soutiens.
La princesse saoudienne Ameera al-Taweel, s'exprimant en mai 2016 à l'Arab Media Forum (en), a tenté de rappeler le « vrai sens » de cette phrase, trop souvent associée selon elle au terrorisme islamiste. Le journaliste Wajahat Ali en a fait autant dans un éditorial publié par le New York Times en novembre 2017,.

### Vexillologie
La phrase est inscrite sur un certain nombre de drapeaux musulmans, armoiries et insignes militaires :

Drapeaux affichant le takbir
Drapeau de l'Irak : le takbir y est inscrit en style kufi.
Drapeau de l'Afghanistan : le takbir y est inscrit entre un dessin de mosquée et la chahada.
Drapeau de l'Iran : le takbir y est inscrit en style kufi à 22 reprises, sur les bords supérieur et inférieur de la bande blanche.
Drapeau de l'Organisation de la conférence islamique de 1981 à 2011 : le takbir y est inscrit dans un croissant islamique rouge (Allah dessous, akbar au-dessus).

Armoiries et insignes affichant le takbir
Armoiries du Somaliland : le takbir y est inscrit sur le torse de l'aigle, d'après l'article 7 de la constitution de 2001[20].
Insigne de la Brigade des commandos de l'Armée nationale afghane : le takbir y est inscrit au-dessus de l'épée.
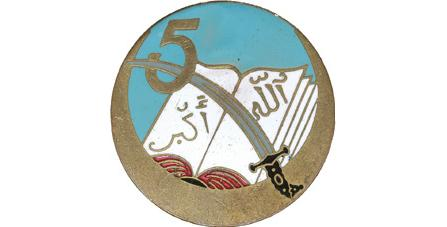
Insigne du 5e régiment de tirailleurs algériens : le takbir y est inscrit sur un livre.

Drapeaux d'opposition affichant le takbir
Drapeau du Waziristan utilisé par la résistance au Raj britannique dans les années 1930[21], et par l'émirat proclamé en 2006[22] : le takbir y est inscrit seul en blanc sur fond rouge.
Drapeau du Pashtunistan (en) utilisé entre 1947 et 1992 : le takbir y est inscrit en haut de la bande noire[23],[24] représentant la ligne Durand qui divise le territoire entre l'Afghanistan et le Pakistan.
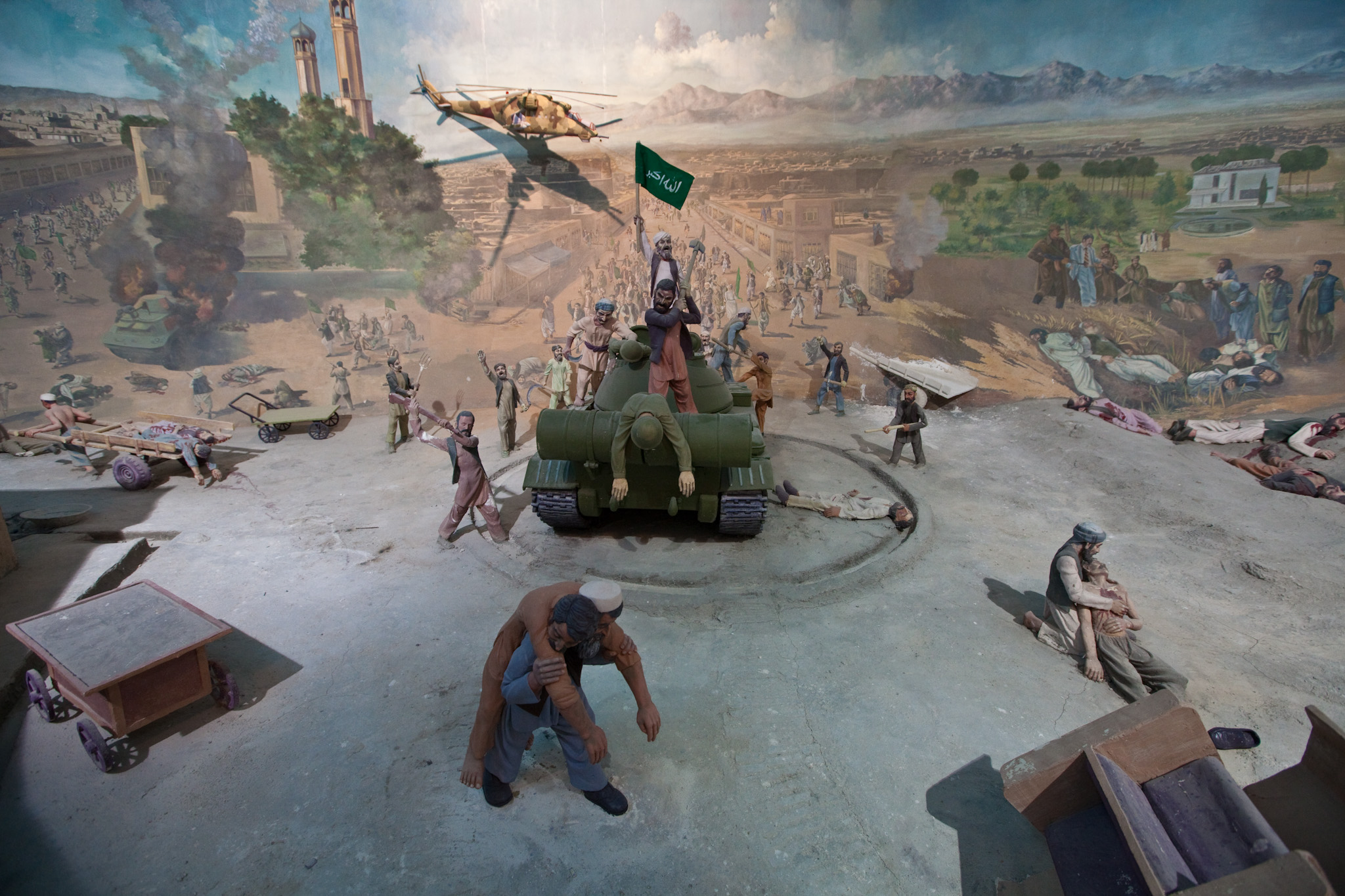
Diorama de l'insurrection d'Hérat de 1979 en Afghanistan, montrant un drapeau avec le takbir inscrit seul en blanc sur fond vert.

### Autres
Allahu Akbar était également le titre de l'hymne national de l'ancienne Jamahiriya arabe libyenne, le régime de Mouammar Kadhafi.
La phrase est si courante en arabe que le système Unicode a prévu un caractère unique (ligature) pour représenter le mot akbar : ﷳ (U+FDF3).
Le takbir est aussi utilisé par certains chrétiens arabes,.